# 197-й истребительный авиационный полк (2-го формирования)
197-й истребительный авиационный полк (197-й иап) — воинская часть Военно-воздушных сил (ВВС) Вооружённых Сил РККА, принимавшая участие в боевых действиях Великой Отечественной войны.

## История наименований полка
За весь период своего существования полк своё наименование не менял:
- 197-й истребительный авиационный полк;
- 197-й смешанный авиационный полк;
- 197-й истребительный авиационный полк (2-го формирования);
- Войсковая часть Полевая почта 35513.

## Создание полка
- 197-й истребительный авиационный полк начал формироваться на основании Приказа Командующего ВВС Ленинградского военного округа[1] 05 июля 1941 года и в основном сформирован 26 июля 1941 года в ВВС 7 Отдельной армии на аэродроме Лодейное Поле Карело-Финской ССР на базе эскадрилий 7-го иап и 153-го иап по штату 015/134 на самолётах И-153.
- 197-й истребительный авиационный полк 22 ноября 1942 года был переформирован в смешанный авиационный полк по штату 015/256 (1 эскадрилья на «Харрикейнах», 2 аэ на У-2);
- 197-й смешанный авиационный полк 2 марта 1943 года был расформирован, летный состав передан в 20-й гв. иап, матчасть в 152-й иап.
- 5 марта 1943 года полк вновь сформирован как 197-й истребительный авиационный полк в составе 260-й смешанной авиационной дивизии 7-й ВА Карельского фронта на основе штаба и управления 197-го сап, летно-технического состава 839-го иап и 841-го сап по штату 015/284. Получил 8 И-16 из 841-го сап и 9 И-153 из 839-го иап (в итоге одна эскадрилья 197-го иап получила на вооружение истребители И-16, одна аэ — И-153 и одна аэ — «Харрикейны»).

| И-15 бис | И-153 | И-16 |

## Расформирование полка
197-й истребительный авиационный полк в период с 11 мая по 8 июня 1946 года был расформирован в 324-й иад ВВС МВО, летно-технический состав передан в другие полки дивизии.

## В действующей армии
В составе действующей армии:
- с 11 марта 1943 года по 14 ноября 1944 года.

## Командиры полка
- майор Ходаковский Фёдор Сидорович[4], 05.03.1943 — 17.11.1943
- майор Мироненко Владимир Сергеевич (погиб)[4], 18.11.1943 — 02.02.1944
- майор Гресь Василий Тимофеевич[4], 04.02.1944 — 15.03.1944
- подполковник Петров Николай Николаевич[4], 15.03.1944 — 26.05.1944
- майор Ровнин Андрей Никонорович[4], 26.05.1944 — 29.03.1945
- подполковник Гальченко В. А.[4], 30.03.1945 — 04.1945
- майор, подполковник Литвиненко Трофим Афанасьевич[4], 04.1945 — 08.06.1946

## В составе соединений и объединений
| Период        | Фронт (округ)                        | армия               | дивизия                                  | примечание                                                                                      |
| ------------- | ------------------------------------ | ------------------- | ---------------------------------------- | ----------------------------------------------------------------------------------------------- |
| 05.03.1943 г. | Карельский фронт                     | 7-я воздушная армия | 260-й смешанная авиационная дивизия      | И-16, И-153, «Харрикейн»                                                                        |
| 20.03.1943 г. | Карельский фронт                     | 7-я воздушная армия | 260-й смешанная авиационная дивизия      | Приступил к боевой работе                                                                       |
| 07.11.1943 г. | Карельский фронт                     | 7-я воздушная армия | 260-й смешанная авиационная дивизия      | Прекратил боевую работу и приступил к переучиванию на самолёты ЛаГГ-3, полученные от 609-го иап |
| 01.02.1944 г. | Карельский фронт                     | 7-я воздушная армия | 260-й смешанная авиационная дивизия      | Приступил к изучению истребителей Як-9                                                          |
| 04.02.1944 г. | Карельский фронт                     | 7-я воздушная армия | 260-й смешанная авиационная дивизия      | Переформирован по штату 015/364                                                                 |
| 06.02.1944 г. | Карельский фронт                     | 7-я воздушная армия | 260-й смешанная авиационная дивизия      | Получил 37 Як-9 и начал их осваивать                                                            |
| 19.03.1944 г. | Карельский фронт                     | 7-я воздушная армия | 260-й смешанная авиационная дивизия      | Возобновил боевую работу на Як-9                                                                |
| 05.10.1944 г. | Карельский фронт                     | 7-я воздушная армия | 324-я истребительная авиационная дивизия | Як-9                                                                                            |
| 14.11.1944 г. | Карельский фронт                     | 7-я воздушная армия | 324-я истребительная авиационная дивизия | Исключён из действующей армии                                                                   |
| 15.11.1944 г. | Резерв Верховного Главнокомандования | 7-я воздушная армия | 324-я истребительная авиационная дивизия |                                                                                                 |
| 02.05.1945 г. | Харьковский военный округ            | ВВС округа          | 178-я истребительная авиационная дивизия |                                                                                                 |
| 09.05.1945 г. | Харьковский военный округ            | ВВС округа          | 178-я истребительная авиационная дивизия |                                                                                                 |
| 30.12.1945 г. | Московский военный округ             | ВВС округа          | 324-я истребительная авиационная дивизия |                                                                                                 |
| 08.06.1946 г. | Московский военный округ             | ВВС округа          | 324-я истребительная авиационная дивизия | расформирован                                                                                   |

## Участие в операциях и битвах
- Оборона Заполярья — с 1 марта 1943 года по 7 ноября 1943 года.
- Свирско-Петрозаводская операция — с 21 июня 1944 года по 9 августа 1944 года.
- Петсамо-Киркенесская операция — с 7 октября 1944 года по 29 октября 1944 года.

## Благодарности Верховного Главнокомандующего
За проявленные образцы мужества и героизма Верховным Главнокомандующим лётчикам полка в составе 269-й сад объявлены благодарности:
- За форсирование реки Свирь[5];
- За овладение городом Петсамо (Печенга)[6];
- За освобождение района Никель, Ахмалахти, Сальмиярви[7];
- За овладение городом Киркенес[8];
- За освобождение Печенгской области[9].

## Лётчики-асы полка
| Фамилия, имя отчество           | Награды | Сбито самолётов (+ в группе) | Примечание |
| ------------------------------- | ------- | ---------------------------- | --- |
| Бочаров Василий Николаевич      |         | 12 + 0                       | Лётчик полка: май 1943 — май 1945. Боевых вылетов: 247 (на 06.05.1945). |
| Вернигора Пётр Акимович         |         | 5 + 0                        | Лётчик полка: апр. 1944 — май 1945. Боевых вылетов: 342; воздушных боев: 33. |
| Корниенко Николай Лукич         |         | 10 + 0                       | Лётчик полка: май — окт. 1943. Боевых вылетов: 170; воздушных боев: 50. Война в Корее (1950—1953). Боевую работу вёл на МиГ-15 в составе 18-го гиап с мая 1951 г. по февраль 1952 г. Сбитых самолётов: 5 + 0. Умер 17 августа 1993 г. |
| Костиков Михаил Михайлович      |         | 10 + 4                       | Лётчик полка: апр. 1942 — май 1945. Боевых вылетов: около 320. |
| Кущевский Николай Кузьмич       |         | 5 + 0                        | Лётчик полка: май 1943 — июль 1944. Пропал без вести 14 июля 1944 г. Не вернулся с боевого задания. |
| Лапин Исаак Аронович            |         | 5 + 0                        | Лётчик полка: май 1943 — май 1945. Боевых вылетов: 129. |
| Леднев Борис Семёнович          |         | 13 + 0                       | Лётчик полка: май 1943 — май 1945. Боевых вылетов: 245; воздушных боев: 35. |
| Поспелов Павел Демидович        |         | 5 + 2                        | Лётчик полка: фев. — апр. 1944. Пропал без вести 6 апреля 1944 г. Не вернулся с боевого задания. |
| Рагулин Виктор Яковлевич        |         | 7 + 0                        | Лётчик полка: фев. 1944 — март 1945. Боевых вылетов: около 80. Пропал без вести 21 марта 1945 г. Не вернулся с боевого задания. |
| Соборнов Геннадий Александрович |         | 5 + 0                        | Лётчик полка: авг. — дек. 1941. Боевых вылетов: 129; воздушных боев: 20. Гражданская война в Испании (1936—1939). Боевую работу вёл на И-16 с августа 1937 г. по апрель 1938 г. По непотвержденным данным, имел в Испании боевой счёт 6 + 12 воздушных побед. 05.11.1942 сбит в воздушном бою, спасся на парашюте, но получил сильные ожоги. После госпиталя работал на должности лётчика-инструктора в ГУБП ФА ВВС КА, боевой работы не вёл. |
| Феоктистов Василий Васильевич   |         | 5 + 0                        | Лётчик полка: фев. 1944 — май 1945. Боевых вылетов: 202. |
| Цагойко Николай Васильевич      |         | 8 + 0                        | Лётчик полка: сент. 1944 — май 1945. Сбит в воздушном бою 10.06.1943, попал в плен, вернулся в июле 1944 г. |

## Итоги боевой деятельности полка
Всего за годы Великой Отечественной войны полком:
| Выполнено боевых вылетов | Сбито самолётов в воздухе | Уничтожено самолётов всего |
| ------------------------ | ------------------------- | -------------------------- |
| более 1994               | 77                        | 77                         |

Свои потери:
| Потеряно самолётов, всего | Погибло лётчиков всего |
| ------------------------- | ---------------------- |
| 52                        | 28                     |

## Самолёты на вооружении
| Период      | Самолёты  |
| ----------- | --------- |
| 1942 — 1943 | И-16      |
| 1942 — 1943 | И-15      |
| 1942 — 1943 | Харрикейн |
| 1943 — 1944 | ЛаГГ-3    |
| 1944 — 1946 | Як-9      |

## Базирование
| Период            | Аэродром                     |
| ----------------- | ---------------------------- |
| 04.1945 — 12.1945 | Харьков                      |
| 12.1945 — 06.1946 | Волосово, Московская область |